# Labuhanbajo
Labuhanbajo (indonesiska: Labuanbajo) är en distriktshuvudort i Indonesien.   Den ligger i provinsen Nusa Tenggara Timur, i den centrala delen av landet, 1 500 km öster om huvudstaden Jakarta. Labuhanbajo ligger 63 meter över havet och antalet invånare är 188 724.
Terrängen runt Labuhanbajo är platt åt nordväst, men åt sydost är den kuperad. Havet är nära Labuhanbajo åt nordväst. Runt Labuhanbajo är det ganska glesbefolkat, med 39 invånare per kvadratkilometer. Labuhanbajo är det största samhället i trakten. I omgivningarna runt Labuhanbajo växer i huvudsak städsegrön lövskog.